# My American Heart
My American Heart is een Amerikaanse band uit San Diego, Californië. Hun stijl is een mix van rock, emo. De band is opgericht in 2001.

## Bezetting

### Huidige bandleden
- Larry Soliman - Zanger
- Jesse Barrera - Gitarist/Zanger
- Dustin Hook - Bassist
- Jake Kalb - Drummer
- Nick Logan - Gitarist/Zanger

### Voormalige bandleden
- Matt "Spud" VanGasbeck - Gitarist
- Rosa Ayon - Zanger
- Rick Carrico - Gitarist
- Clint Delgado - Gitarist
- Brian Warren - Gitarist/Zanger
- Jeremy Mendez - Gitarist/Zanger
- Keith Rich - Bassist
- Steven Oira - Drummer

## Biografie
De band werd gestart onder de naam No Way Out door Larry Soliman (zanger), Jesse Berrara (basgitarist), Clint Delgado en Jeremy Mendez (gitaristen) en Steven Oria (dummer). Ze slaagden erin een mooie lokale fanschare bij elkaar te spelen. Omwille van juridische redenen moesten ze hun naam veranderen naar My American Heart.
Ze braken door dankzij de "Ernie Ball Battle Of The Bands". Daardoor konden ze hoe langer, hoe grotere zalen spelen, ook verder weg van hun thuisstad. Hierdoor besloot Clint Delgado de band te verlaten zodat hij zijn opleiding kon afwerken. De band speelde ook op Taste of Chaos in 2005 en namen kort daarop hun debuutalbum The Meaning In Makeup met Sal Villanueva, die ook werkte met Thrice en Thursday. Het werd uitgebracht op Warcon.
De band was headliner op een podium op de Warped Tour in de zomer van 2005, waarop een tour in de herfst volgde waarop ze headliner waren. Daarnaast speelden ze ook onder anderen met Portugal. The Man, Lorene Drive en Action Action. In 2007 waren ze support van Madina Lake op hun tour door Groot-Brittannië.
In januari en februari waren ze support van The Blackout op hun Europese tour.

## Discografie

### Albums
- The Meaning In Makeup - 2005
- Hiding Inside The Horrible Weather - 2007

### Ep's
- The Courtesy Of Stars - 2002 (No Way Out)
- Certainty Kills - 2003 (No Way Out)
- My American Heart - 2004